# Josanne Lucas
Josanne Lucas (1984. április 14. –) trinidadi atléta.
Részt vett a pekingi olimpiai játékokon, ám az előfutamok során kiesett. Nemzeti rekordot futva a harmadik helyen zárta a négyszáz méteres gátfutás döntőjét a 2009-es berlini világbajnokságon.

## Egyéni legjobbjai
Szabadtér
- 400 méter sík - 53,49
- 100 méter gát - 12,99
- 400 méter gát - 53,20

Fedett
- 55 méter gát - 7,64
- 60 méter gát - 8,20